# 田園調布
田園調布（でんえんちょうふ）は、東京都大田区・世田谷区の広域地名。都内有数の高級住宅街となっている。
町名は大田区田園調布、田園調布本町（でんえんちょうふほんちょう）、田園調布南、世田谷区玉川田園調布。本項では、田園調布および田園調布本町について解説する。
大田区の最西端、世田谷の最南端に位置し、西側を流れる多摩川を都県境として、神奈川県川崎市中原区の東側にあたる。

## 概要

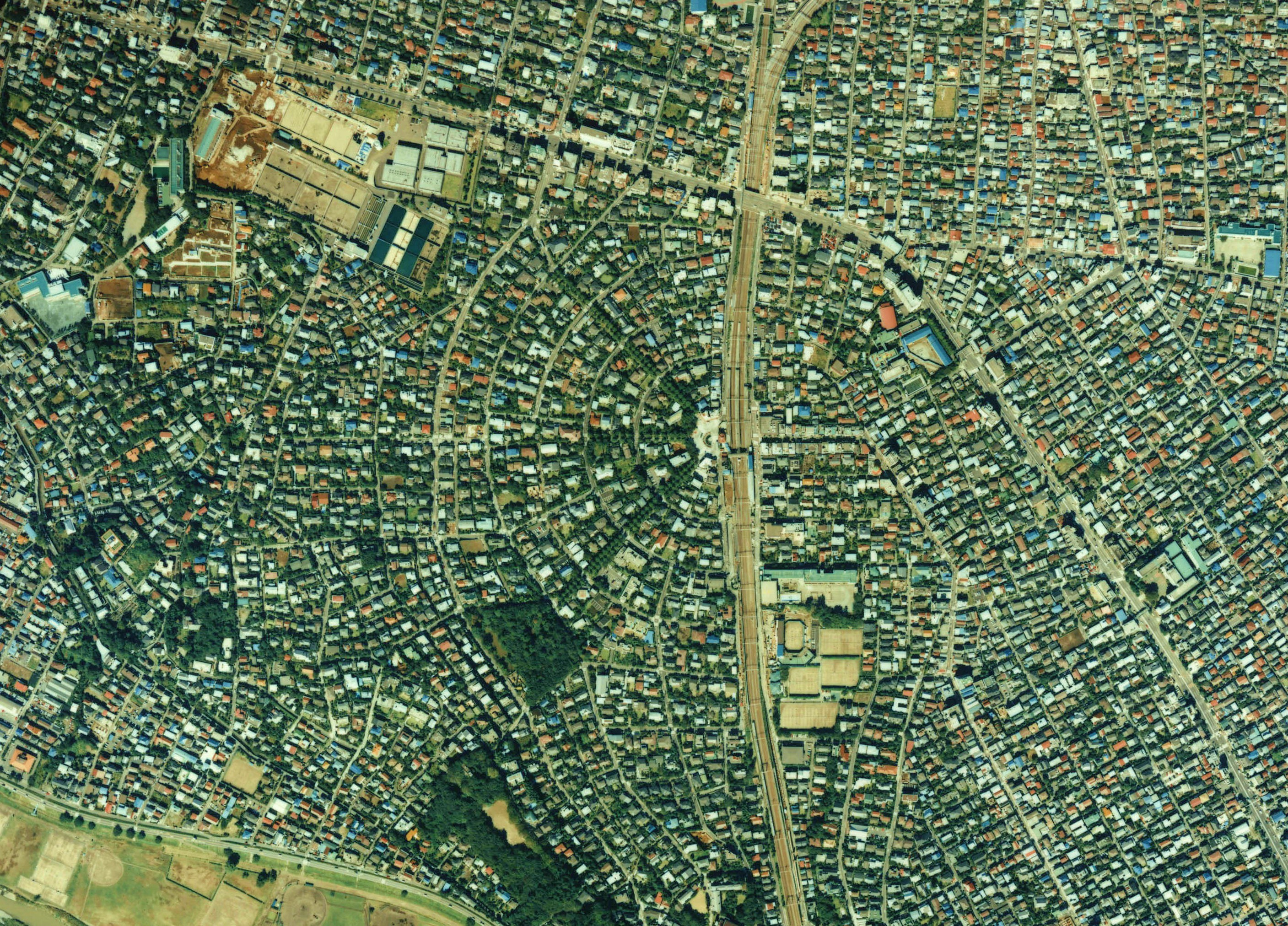
田園調布付近の空中写真（1989年撮影）。
画像中央付近が田園調布駅（当時は地上駅）。駅から同心円状のエトワール型の道路と街路樹、また広場、公園が設けられている。特に駅の西側一体は街路樹等の樹木が多いことが分かる。

田園調布は、1918年（大正7年）に実業家渋沢栄一らによって立ち上げられた「理想的な住宅地『田園都市』の開発」を目的とする田園都市株式会社により主に開発され、1923年（大正12年）8月から分譲開始した地域である。購入者には住環境保全を目的に建築規則が義務付けた。田園都市株式会社は東急、東急不動産の始祖にあたる会社である。
旧東京市大森区田園調布の一部である。また隣接する世田谷区（旧・玉川村）に玉川田園調布（たまがわでんえんちょうふ）の町名があるが、田園都市株式会社が多摩川台住宅地として田園調布と一体的に造成・分譲を行った地域である。
昭和30年代初頭の住居表示変更により、大田区田園調布一丁目から五丁目が、一丁目から七丁目に変更された。さらに1970年（昭和45年）に地番改正が行われ、中原街道から北側の田園調布三丁目から七丁目を一丁目から五丁目に、中原街道と東海道新幹線と品鶴線（現・横須賀線）に挟まれる田園調布二丁目を田園調布本町、線路の南側の田園調布一丁目を田園調布南と変更した。
現在の大田区田園調布の大部分の地域が第一種低層住居専用地域と第二種風致地区にあたり、日本有数の高級住宅街として有名である。

## 地域
現在の大田区田園調布は一丁目～五丁目から成り、広さは約63万坪（約205万平方メートル）である。
田園調布と表記のつく地域は、次の二つからなる。
- 田園都市株式会社が開発し分譲を行った田園調布駅周辺の地域

現在の二丁目の一部（田園調布駅の東側）、三丁目、四丁目の一部、及び玉川田園調布の一部からなる約30万坪（約100万平米）で、その大田区の町内会が一般社団法人田園調布会となっている。
- この分譲に合わせて周辺の地主などが土地区画整理組合を結成して宅地造成した地域

現在の一丁目、二丁目の一部、四丁目の一部、五丁目、田園調布本町、及び田園調布南である。
高級住宅街のイメージで語られる際の「田園調布」とは、田園調布駅西側に広がる扇状の街路付近の大田区田園調布三丁目、四丁目の一部、及び世田谷区玉川田園調布の一部を中心とした一帯を指すが、かつては田園調布一丁目から二丁目にかけての国分寺崖線に面した部分、及び田園調布四丁目から五丁目にかけての多摩川に面した国分寺崖線の辺りに大邸宅が集中し、現在、多摩川駅周辺の斜面に点在するマンション群はその名残である。
大田区田園調布には、北から、東急東横線と目黒線が乗り入れる田園調布駅と、この2線に加え東急多摩川線の始発駅でもある多摩川駅があり、田園調布本町には東急多摩川線の沼部駅がある。
田園調布には、東京都内で最大規模の古墳である荏原台古墳群のうち、田園調布古墳群があり、荏原台古墳群で最古の宝萊山古墳と最大の亀甲山古墳がある。
大深度地下方式によるリニア中央新幹線のトンネル掘削工事が予定されており、完成時には第一首都圏トンネルが田園調布の一部を東西に通過する。

### 地価
住宅地の地価は、2025年（令和7年）1月1日の公示地価によれば、田園調布2-24-21の地点で70万円/m2、田園調布3-23-15の地点で119万円/m2、田園調布4-27-8の地点で71万9000円/m2となっている。

## 歴史

### 始まりから調布村誕生まで
- 4世紀始めに宝萊山古墳が築造され、6世紀までに亀甲山古墳など10数基の田園調布古墳群が造られる。
- 多摩川沿いでは奈良時代頃に布を調（税としての特産物）として納めており、これに由来する調布という地名が散見する。
- 鎌倉時代に多摩川浅間神社が創建される。
- 江戸期には上沼部、下沼部の2村が並立した。現在の田園調布本町、田園調布南の地域は古い文献には荏原郡沼部郷とみえる。
- 1889年（明治22年） 調布村成立。

前年の市町村制公布・実施に伴い、この年、荏原郡の鵜の木・嶺・上沼部・下沼部の4村が合併し調布村となった。

### 田園都市会社発足から東調布町誕生まで
- 1918年（大正7年） 田園都市株式会社設立。
- 1922年（大正11年）
  - 6月 田園都市株式会社、荏原郡内の洗足、大岡山、調布村、玉川村一帯で理想的な郊外住宅地「田園都市」の宅地開発を行い「洗足田園都市」の分譲を開始[注釈 2]
  - 7月 目黒蒲田電鉄設立（田園都市株式会社の鉄道部門を子会社として分離）
- 1923年（大正12年）
  - 3月 目蒲線、目黒－丸子（のちの「沼部駅」）間が開通し、「調布駅」が開業した。なお、同年11月に蒲田までの全線が開通。
  - 8月 「田園都市多摩川台」の名称で現在の田園調布の地の分譲を開始。
- 1925年（大正14年） 調布村が5区に分割、田園都市地域が独立した一つの区となった。
- 1926年（大正15年） 「調布駅」が「田園調布駅」と改称された。
- 1928年（昭和3年） 調布村が町制施行し「東調布町」となった。

当時、東京府内には、北多摩郡調布町（現・調布市）が存在したので、荏原郡調布村は町制施行にあたり、既存の調布町との重複を避けるため、東を冠し東調布町とした。

### 東京市編入以後
- 1932年（昭和7年）10月1日 東京市に編入。東京市大森区田園調布の成立[18]。

東調布町の大字下沼部の大部分が田園調布一丁目 - 三丁目に、大字上沼部および大字下沼部の一部が田園調布四丁目となった。また、田園都市のうち玉川村に属する地域は世田谷区玉川田園調布となった。ここに行政区画としての地名「田園調布」が初めて誕生した。
- 1943年（昭和18年） 東京に都制が敷かれ、田園調布は東京都大森区田園調布となった。
- 1947年（昭和22年） 大森区と蒲田区が合併し大田区となり、東京都大森区田園調布は大田区田園調布となった。
- 1960年（昭和35年） 地番を整理するとともに、田園調布一丁目 - 四丁目を田園調布一丁目 - 七丁目に編成替えした。
- 1970年（昭和45年）9月1日 住居表示制度施行に伴う町の境界地名の改正[19]。

中原街道から北側の田園調布三丁目 - 七丁目が田園調布一丁目 - 五丁目になり、中原街道以南は田園調布二丁目を田園調布本町、田園調布一丁目を田園調布南とした。

### 町名の変遷
| 実施後         | 実施年月日    | 実施前（いずれも東調布町） |
| -------------- | ------------- | --- |
| 田園調布一丁目 | 1932年10月1日 | 大字下沼部字大道通・字長久保・字東原・字石塚・字大境・字上川田・字観音堂・字下ノ根・字下川原・字下川邊                                         |
| 田園調布二丁目 | 1932年10月1日 | 大字下沼部字宮前・字中原・字出山・字宮ノ上・字龜塚・字いかり・字中谷・字柳谷・字丸山・字石菖谷・字堀廻・字稻荷森・字西中原・字新宿久保・字川邊 |
| 田園調布三丁目 | 1932年10月1日 | 大字下沼部字一本木谷・字大原・字中丸・字汐見臺・字西谷・字旭野・字牡若谷                                                                       |
| 田園調布四丁目 | 1932年10月1日 | 大字上沼部（全域）、大字下沼部字上沼部前 |

| 実施後         | 実施年月日   | 実施前（特記なければその一部）                                                 |
| -------------- | ------------ | ------------------------------------------------------------------------------ |
| 田園調布一丁目 | 1970年9月1日 | 田園調布三丁目、調布大塚町                                                     |
| 田園調布二丁目 | 1970年9月1日 | 田園調布四丁目（全域）                                                         |
| 田園調布三丁目 | 1970年9月1日 | 田園調布五丁目（全域）                                                         |
| 田園調布四丁目 | 1970年9月1日 | 田園調布六丁目（全域）、田園調布三丁目                                         |
| 田園調布五丁目 | 1970年9月1日 | 田園調布七丁目（全域）                                                         |
| 田園調布本町   | 1970年9月1日 | 田園調布二丁目、調布大塚町、調布嶺町一丁目                                     |
| 田園調布南     | 1970年9月1日 | 田園調布一丁目（全域）、調布嶺町二丁目（全域）、田園調布二丁目、調布嶺町一丁目 |

## 町のイメージ・周辺環境・環境保持

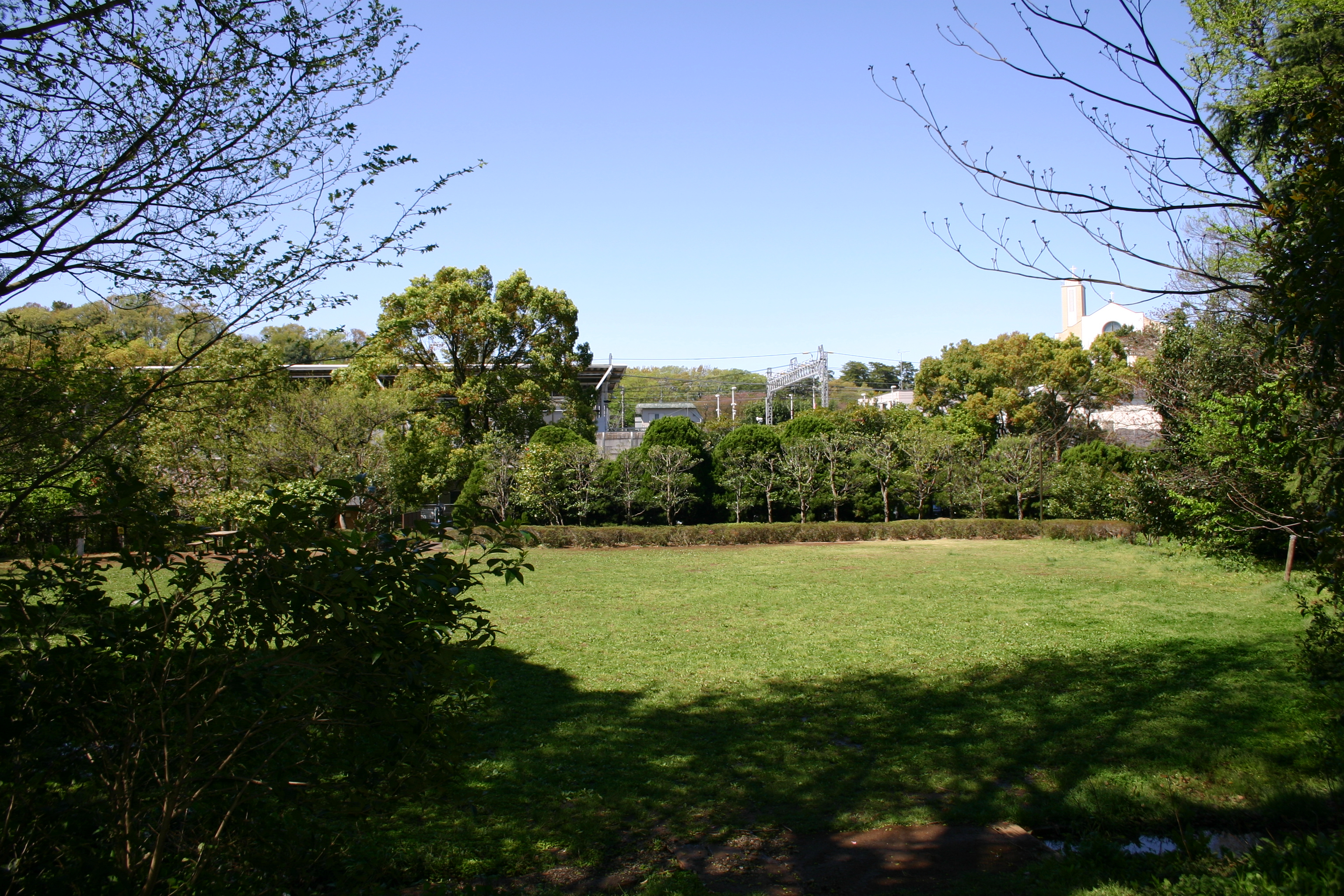
田園調布せせらぎ公園から多摩川台公園方面を望む（2013年4月撮影）。
左手は多摩川駅、正面方向が多摩川台公園にあたる。右手は田園調布カトリック教会、その先、約800メーターの所に宝来公園がある。

開発当初は日本の都市に新たに出現した中堅層向けの住宅地であったが、田園調布に居住しこの街の開発を推進した、渋沢栄一の子渋沢秀雄によると「私は田園調布の西側に半円のエトワール型を取り入れてもらった。この分譲地のサイト・プランを依頼した矢部金太郎君に注文をつけたのである」とエトワール型の道路を造り街路樹を植え、広場と公園を整備し、庭を広くとり緑地の一部とし、街全体を庭園のようにするなど、良好な住宅環境であったことから次第に評価が高まった。また国分寺崖線の良好な地盤の上にある事から、関東大震災後に都心から多くの人が移住し、関東大震災後から都心で被災した富裕層が次々に移り住むようになった。
開発当初からの駅西側に広がる扇状に整備された区画一体は、イチョウの並木と相まって高級住宅街としての趣を備えている。地元自治会としては1926年（大正15年）に設立された「田園調布会」があり、住宅の新改築に際しては厳しい制限を求め、環境保全に努めている。大田区役所及び田園調布会によれば、田園調布が「日本で初めて庭園都市（ガーデンシティー）として計画的に開発され分譲された地域」であるとされている。
対比される兵庫県芦屋市六麓荘町は1928年（昭和3年）から、お屋敷町として数万坪が開発されたが、田園調布では、田園都市株式会社により街全体を庭園、つまり庭園都市（ガーデンシティー）にすることを目的に、約30万坪（約100万平方メートル）が開発されており、開発コンセプトは全く異なっている。なお田園調布も、当初は旧制大学や旧制高等学校を卒業し、工場（企業）に勤める中堅層を販売の対象にしていた。
東急東横線・目黒線が通る多摩川駅の東側、田園調布一丁目に、約3万平方メートルの広さの田園調布せせらぎ公園（旧多摩川園遊園地の一部）があり、多摩川駅の西側から多摩川の河川敷との間、一丁目と四丁目に約6万6千平方メートルの広さの多摩川台公園が、そして三丁目には大正時代末期からある宝来公園があり、第二種風致地区による建築制限と相まって、良好な住環境が整っている。
田園調布一丁目、二丁目の主要区画道路には桜並木が植えられ、かつて学校の始業式の季節には満開の桜が花のトンネルのようであった。現在ではその多くが老木となり、最盛期よりも減ってはいるが、開花期には美しい花を咲かせている。
戦後には、長嶋茂雄など著名人が多く住み、1980年代には星セント・ルイスのギャグのネタ「田園調布に家が建つ」にもなった。

## 開発の理念
大正時代に、渋沢栄一が中心となって、イギリスで提唱された田園都市構想をモデルとした。その理念は、都市の外側を田園や緑地帯で囲み、企業も誘致し、交通渋滞や公害のない、住宅環境に優れた都市を建設するというものである。田園調布の駅前広場を中心に放射状に延びる街路は、当時のヨーロッパの都市に見られた特徴をそのまま取り入れた名残である。
日本の田園都市建設の参考とするため、渋沢秀雄が田園都市視察のため1919年（大正8年）8月から欧米11カ国を訪問した。その時の回想記によると エベネザー・ハワードがロンドン郊外に創設した田園都市レッチワースよりも、サンフランシスコ郊外の高級住宅地セントフランシス・ウッドの街並を田園都市建設の参考にしているようである。
また、分譲当時の「田園都市案内パンフレット」の中の理想的住宅地によると、日本の田園都市を建設するにあたり、次のように述べている。
- 「田園都市という言葉はその起源から考えてみますと、今日わが国で用いられている意味とは少しその趣を異にしているように思われます。本社の如きも田園都市株式会社という商号を用いていて居りますものの、英国では田園都市と銘打って始めた事業の内容に比べますとだいぶ相違した点もありますから、ここに簡略ながら田園都市ということについて一言申し述べようと存じます」
- 「イギリスの田園都市では工業地域の工場へ通勤する勤労者の住宅地を主眼にするのに反して、わが田園都市に於いては東京市という大工場へ通勤される知識階級[注釈 6]の住宅地を眼目といたします結果、いきおい生活程度の高い瀟洒な郊外新住宅地の建設を目指しております」
- 「イギリスの田園都市は工業地域、農業地域も一体に作りますが、日本の田園都市は住宅のみの建設に限定し、田園を冠する限り、その住宅の建設される地域はつぎの要件を満たすことが必要であります」

　理念
1. 土地高燥にして大気清純なること。
2. 地質良好にして樹木多きこと。
3. 面積少なくとも十万坪（約33万平米）を有すること。
4. 一時間以内に都会の中心地に到着し得べき交通機関を有すること。
5. 電信、電話、電灯、ガス、水道などの完整させること。
6. 病院、学校、倶楽部等の設備あること。
7. 消費組合の如き社会的施設も有すること。

- 「上記の如き住宅地を単に郊外市と呼び捨てるのはあまりにも物足りなく思います。天然と文明、田園と都市の長所を結合せる意味に於いて同じく田園都市と呼ぶのもあながち不当ではあるまいと思います。そしてわが社の田園都市はすなわちこの種類のものなのであります」

つまり、ロンドンのレッチワースは住宅街に隣接して工業地域を作り、住宅街の周囲を農業地域が取り囲み緑地帯にしたのに対し、日本の田園都市ではそれらを造らず、「街全体を庭園都市（ガーデンシティー）とすることを建設の目的とした」のである。実際に田園調布の西側に半円のエトワール型の道路を取り入れ、採算を度外視し、道路面積だけでも街全体の18パーセントに達しており、また広場と公園を整備し、良好な住環境を提供している。
また「田園都市案内パンフレット」には、理想的な住宅地である田園都市において住宅建設をする上で守るべき条件として以下の基準を挙げている。
　建築の基準
1. 他の迷惑となる如き建物を建造せざること。
2. 障壁はこれを設くる場合にも瀟洒典雅のものたらしむること。
3. 建物は三階建て以下とすること。
4. 建物敷地は宅地の五割以下とすること。
5. 建築線と道路との間隔は道路幅員の二分の一以上とすること。
6. 住宅の工費は坪当たり百二、三十円以上にすること[注釈 8]。

これらの「理念」及び「建築の基準」は、現在の田園調布においても「一般社団法人田園調布会」及び大田区都市計画による「田園調布憲章」「環境保全についての申し合わせ」及び「大田区田園調布地区地区計画」などにより受け継がれている。

## 地名としての「田園調布」

### 地名「田園調布」の起こり
- 「調布」の名は「調布の多摩川」にちなむ。「調布」は朝廷に布を調（特産品）として献上したことに由来する地名で、『万葉集』東歌の「多摩川にさらす手作りさらさらに 何そこの児のここだ愛（かな）しき」など、多摩川で晒した布は東国の特産品として知られていた[37]。
- 田園調布の地は、かつての荏原郡上沼部村、下沼部村にあたる。1889年（明治22年）に上沼部村、下沼部村の一部、鵜ノ木村の一部（現在の大田区鵜の木付近）、嶺村（大田区北嶺、東嶺、西嶺付近）の4村が合併し荏原郡「調布村」になった。
- 「田園調布」の起源は、1923年（大正12年）に田園都市会社が「田園都市多摩川台」として分譲を始めたことにある。分譲地の多くが調布村（大字上沼部、下沼部）に属し、一部が玉川村（大字等々力字六本松、大字奥澤字五斗免）に属していた。
- 同じ1923年に目蒲線が開通し、「調布駅」が開業した。駅名はここが「調布村」村内であったことによる。
- 1926年（大正15年）1月、駅名に「田園」が冠され、「田園調布駅」となった。これは東急電鉄によれば「田園都市づくりから」となっている。この時点で分譲地の一般呼称は「調布田園都市」であり、その年の5月に創立した町内会組織「田園調布会」でも規約第1条に「本会は田園調布会と称し、調布田園都市地域内の居住者をもって組織す。」とあった。しかし、駅名「田園調布」が次第に地域名としても用いられるようになった。当初は田園都市会社が分譲した地域（現在の大田区田園調布二丁目の一部・三丁目、四丁目の一部、世田谷区玉川田園調布一丁目・二丁目にあたる地域）を指したが、次第に隣接する下沼部一帯を合わせて「田園調布」と呼ぶようになった。
- 1928年（昭和3年） 調布村に町制が敷かれ、荏原郡「東調布町」となった（北多摩郡調布町との重複を避けるため）。
- 1932年（昭和7年） 東京市への編入に伴い、東調布町大字上沼部・下沼部が大森区田園調布一丁目 - 四丁目と改称した[38]。また玉川村にかかる区域（六本松、五斗免）の住民は、田園都市の一体性を理由に大森区への編入を望んだが叶わず、世田谷区玉川田園調布となった[39]。ここに初めて行政区画としての地名「田園調布」が誕生した。それ以後の町名の変遷は歴史の節を参照。
- 同じ調布の地名を冠する東京都調布市とは、隣接していない。

### 施設名
1950年、田園調布南に開校した東京都立大田高等学校は、1953年2月に東京都立田園調布高等学校に改称している。
田園調布学園中等部・高等部は1926年開校の調布女学校に起源を持つ私立の女子校である。戦後の新制度に適合して調布中学校、調布高等学校となったが、2004年4月に現校名に改称した。学校敷地は世田谷区東玉川にあるが、環八通りを挟んで田園調布と隣り合っており、最寄駅は東急東横線・目黒線の田園調布駅である。
警察署や消防署は、当初「東調布警察署」「東調布消防署」を名乗っていたが、1987年（昭和62年）12月に警察署が、1994年（平成6年）11月1日に消防署がそれぞれ「田園調布 - 」と改称した。 ただし、田園調布警察署は田園調布一丁目にあるが、田園調布消防署の所在地は雪谷大塚町である。なお、田園調布を冠した施設には他に「田園調布郵便局」があるがその所在地は南雪谷であり、これら警察署、消防署、郵便局の三者は中原街道と環八通りとの交差点「田園調布陸橋」を囲んで向かい合って存在している。

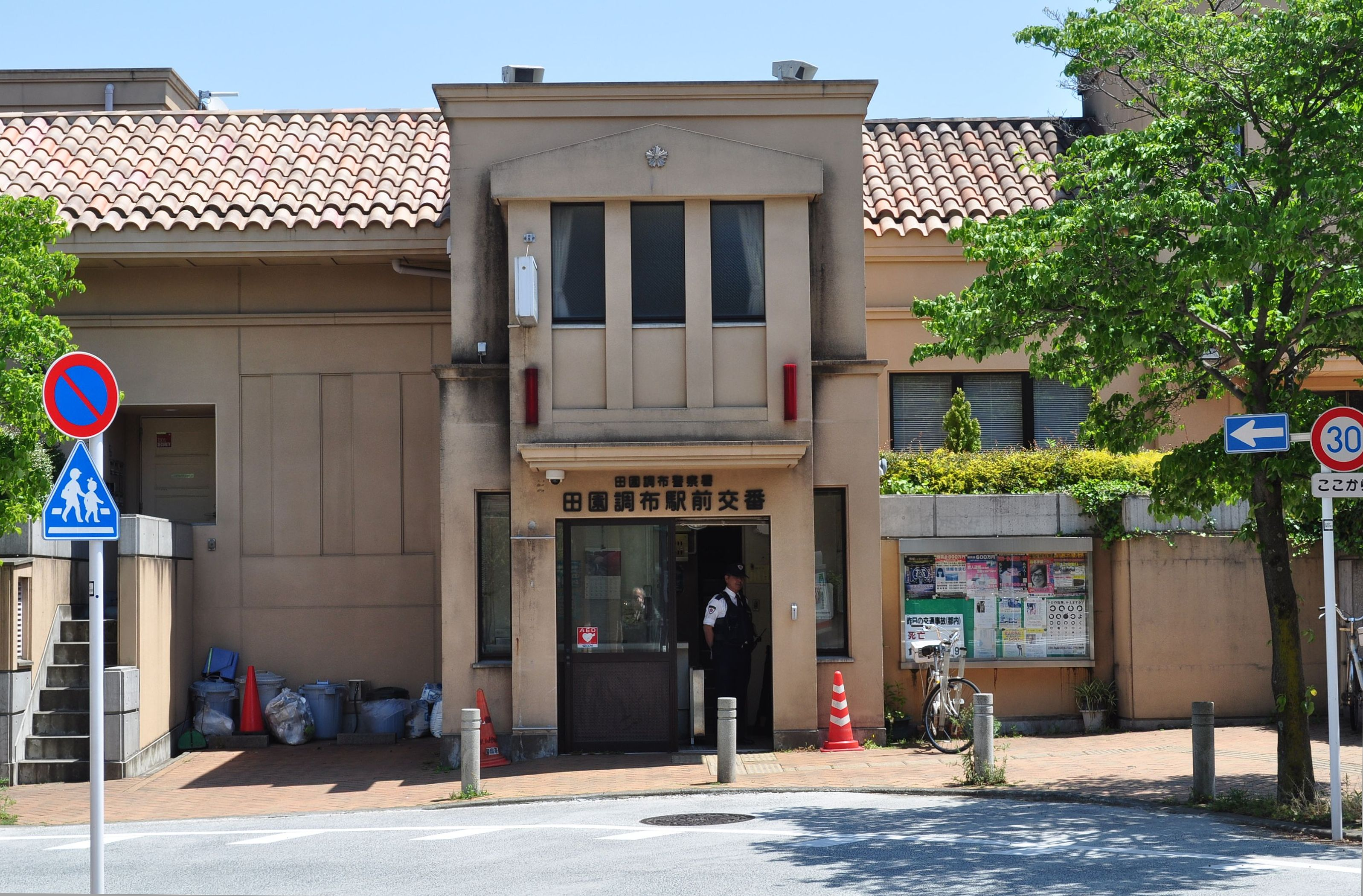
田園調布駅前交番（2018年5月5日撮影）
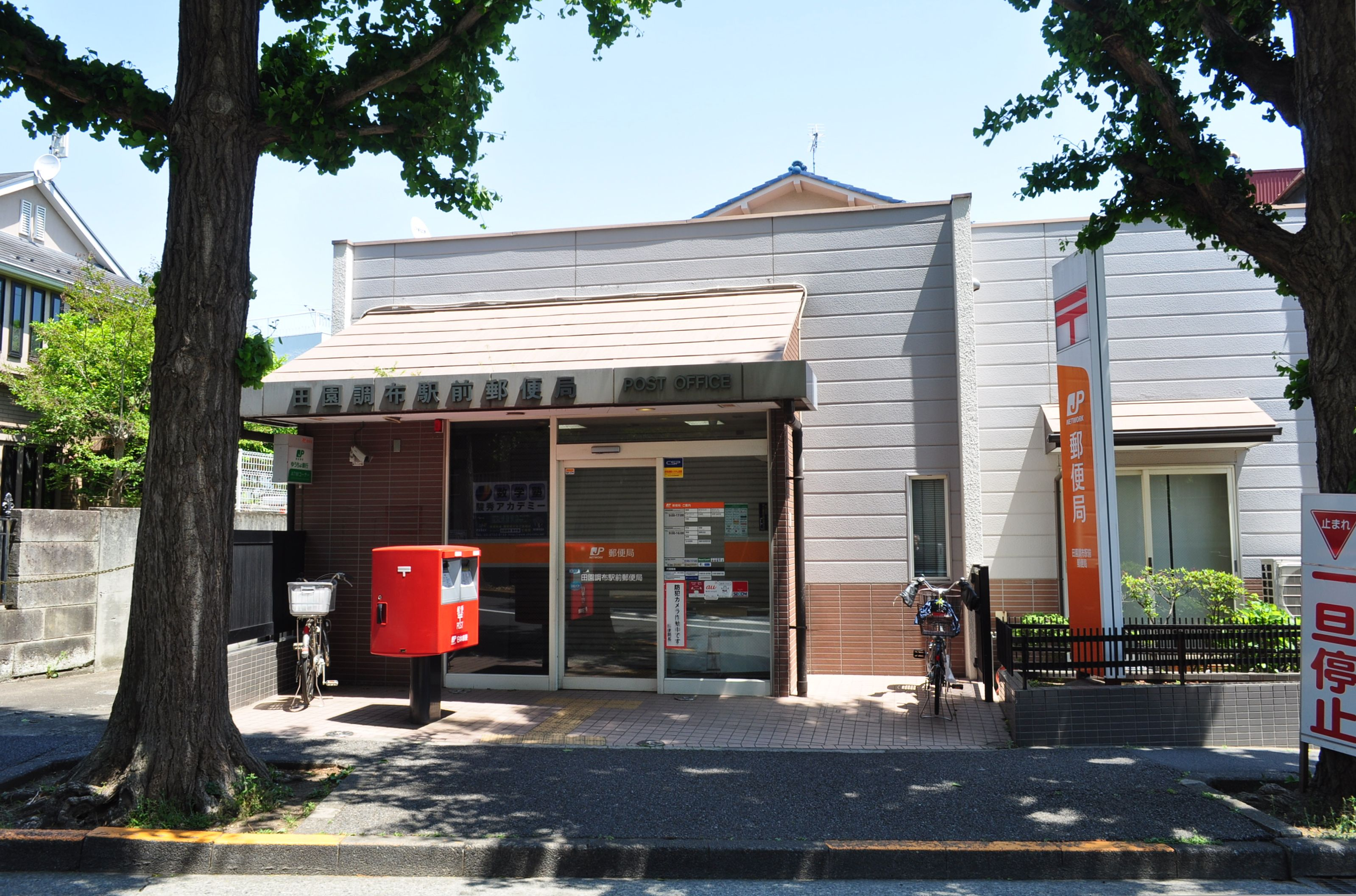
田園調布駅前郵便局（2018年5月5日撮影）

## 過去にあった施設等
- 多摩川園遊園地
  - 田園調布一丁目には、1925年（大正14年）に「温泉遊園地多摩川園」がオープンし、戦前は温泉と劇場、遊具を備えた総合娯楽施設であった。戦後は遊園地となり、昭和30年代には年間90万人を超える観光客を集めたが、レジャーの多様化とともに衰退を辿り、1979年（昭和54年）に閉園した。跡地は一時テニスクラブとなったが、現在は田園調布せせらぎ公園と宗教施設に分割されている。
- 田園コロシアム
  - 田園調布二丁目の田園調布小学校南側には、1924年（大正13年）から慶應大学の野球場が設置されていたが、1936年（昭和11年）に、一部は多目的スタジアムである田園コロシアムに、残りの土地は「田園テニス倶楽部」に再整備された。田園コロシアムではテニスのデビスカップをはじめ、コンサート、プロレス、ボクシングなど大きなイベントが開催されたが、施設の老朽化に伴い、1989年（平成元年）に閉鎖解体された。跡地はマンションとなっている。
- 調布浄水場
  - 田園調布三丁目の多摩川台公園南側には調布浄水場があった。多摩川の調布取水堰から水を汲み上げていたが、水質の悪化により、1967年（昭和42年）に廃止された。跡地は隣接する旧東急「松籟荘」敷地とともに、多摩川台公園に組み込まれている。なお玉川田園調布には、同じく調布取水堰を利用し、より規模の大きな玉川浄水場があるが、ここも水質の悪化から休止中である。
- 巨人軍多摩川グラウンド
  - 田園調布四丁目の多摩川台公園虹橋下の多摩川河川敷に巨人軍多摩川グラウンドがあった。1955年（昭和30年）に読売ジャイアンツが国有地を借り受け、ファームの本拠地、練習場として使用していたが、よみうりランドに新施設が設置されたこともあり、1998年（平成10年）に国に返還された。現在は野球場として一般に開放されている。
- 玉川温室村
  - 田園調布五丁目を中心に、四丁目、玉堤一丁目にかけての多摩川と丸子川との間の低地に、玉川温室村があった。1930年代にカーネーション、スイートピーを中心とした花卉・高級果実栽培が広まり、最盛期には4haを超える温室農園が立ち並んだ。しかし戦後の宅地開発と共に温室の数は減少し、1980年代には大部分が姿を消して[40]、現在は大田区側に一温室が残るのみとなった。玉堤一丁目の東急バス停「玉川温室村」の由来である。

## 田園調布

### 世帯数と人口
2024年（令和6年）4月1日現在（東京都発表）の世帯数と人口は以下の通りである。
| 丁目           | 世帯数    | 人口     |
| -------------- | --------- | -------- |
| 田園調布一丁目 | 3,777世帯 | 7,307人  |
| 田園調布二丁目 | 2,268世帯 | 4,434人  |
| 田園調布三丁目 | 771世帯   | 1,817人  |
| 田園調布四丁目 | 900世帯   | 1,996人  |
| 田園調布五丁目 | 1,557世帯 | 3,456人  |
| 計             | 9,273世帯 | 19,010人 |

#### 人口の変遷
国勢調査による人口の推移。
| 年                 | 人口   |
| ------------------ | ------ |
| 1995年（平成7年）  | 16,979 |
| 2000年（平成12年） | 17,682 |
| 2005年（平成17年） | 17,973 |
| 2010年（平成22年） | 17,923 |
| 2015年（平成27年） | 18,056 |
| 2020年（令和2年）  | 18,606 |

### 世帯数の変遷
国勢調査による世帯数の推移。
| 年                 | 世帯数 |
| ------------------ | ------ |
| 1995年（平成7年）  | 6,986  |
| 2000年（平成12年） | 7,665  |
| 2005年（平成17年） | 7,917  |
| 2010年（平成22年） | 8,187  |
| 2015年（平成27年） | 8,453  |
| 2020年（令和2年）  | 8,866  |

### 事業所
2021年（令和3年）現在の経済センサス調査による事業所数と従業員数は以下の通りである。
| 丁目           | 事業所数  | 従業員数 |
| -------------- | --------- | -------- |
| 田園調布一丁目 | 205事業所 | 1,422人  |
| 田園調布二丁目 | 236事業所 | 1,707人  |
| 田園調布三丁目 | 79事業所  | 444人    |
| 田園調布四丁目 | 57事業所  | 147人    |
| 田園調布五丁目 | 80事業所  | 389人    |
| 計             | 657事業所 | 4,109人  |

#### 事業者数の変遷
経済センサスによる事業所数の推移。
| 年                 | 事業者数 |
| ------------------ | -------- |
| 2016年（平成28年） | 648      |
| 2021年（令和3年）  | 657      |

#### 従業員数の変遷
経済センサスによる従業員数の推移。
| 年                 | 従業員数 |
| ------------------ | -------- |
| 2016年（平成28年） | 4,223    |
| 2021年（令和3年）  | 4,109    |

## 田園調布本町

### 世帯数と人口
2024年（令和6年）4月1日現在（東京都発表）の世帯数と人口は以下の通りである。
- 世帯数 : 4,217世帯
- 人口 : 8,064人

#### 人口の変遷
国勢調査による人口の推移。
| 年                 | 人口  |
| ------------------ | ----- |
| 1995年（平成7年）  | 7,211 |
| 2000年（平成12年） | 7,450 |
| 2005年（平成17年） | 7,404 |
| 2010年（平成22年） | 7,586 |
| 2015年（平成27年） | 8,166 |
| 2020年（令和2年）  | 8,444 |

#### 世帯数の変遷
国勢調査による世帯数の推移。
| 年                 | 世帯数 |
| ------------------ | ------ |
| 1995年（平成7年）  | 3,167  |
| 2000年（平成12年） | 3,353  |
| 2005年（平成17年） | 3,479  |
| 2010年（平成22年） | 3,699  |
| 2015年（平成27年） | 4,205  |
| 2020年（令和2年）  | 4,385  |

### 事業所
2021年（令和3年）現在の経済センサス調査による事業所数と従業員数は以下の通りである。
- 事業所数 : 152事業所
- 従業員数 : 1,049人

#### 事業者数の変遷
経済センサスによる事業所数の推移。
| 年                 | 事業者数 |
| ------------------ | -------- |
| 2016年（平成28年） | 168      |
| 2021年（令和3年）  | 152      |

#### 従業員数の変遷
経済センサスによる従業員数の推移。
| 年                 | 従業員数 |
| ------------------ | -------- |
| 2016年（平成28年） | 881      |
| 2021年（令和3年）  | 1,049    |

## 学区
区立小・中学校に通う場合、学区は以下の通りとなる（2023年3月時点）。

### 田園調布
| 丁目           | 番地                               | 小学校                 | 中学校                 |
| -------------- | ---------------------------------- | ---------------------- | ---------------------- |
| 田園調布一丁目 | 1番の一部                          | 大田区立調布大塚小学校 | 大田区立石川台中学校   |
| 田園調布一丁目 | 1番の一部 2〜9番 13〜29番 31〜40番 | 大田区立調布大塚小学校 | 大田区立田園調布中学校 |
| 田園調布一丁目 | 10〜12番 30番 41〜64番             | 大田区立田園調布小学校 | 大田区立田園調布中学校 |
| 田園調布二丁目 | 全域                               | 大田区立田園調布小学校 | 大田区立田園調布中学校 |
| 田園調布三丁目 | 全域                               | 大田区立田園調布小学校 | 大田区立田園調布中学校 |
| 田園調布四丁目 | 全域                               | 大田区立田園調布小学校 | 大田区立田園調布中学校 |
| 田園調布五丁目 | 全域                               | 大田区立田園調布小学校 | 大田区立田園調布中学校 |

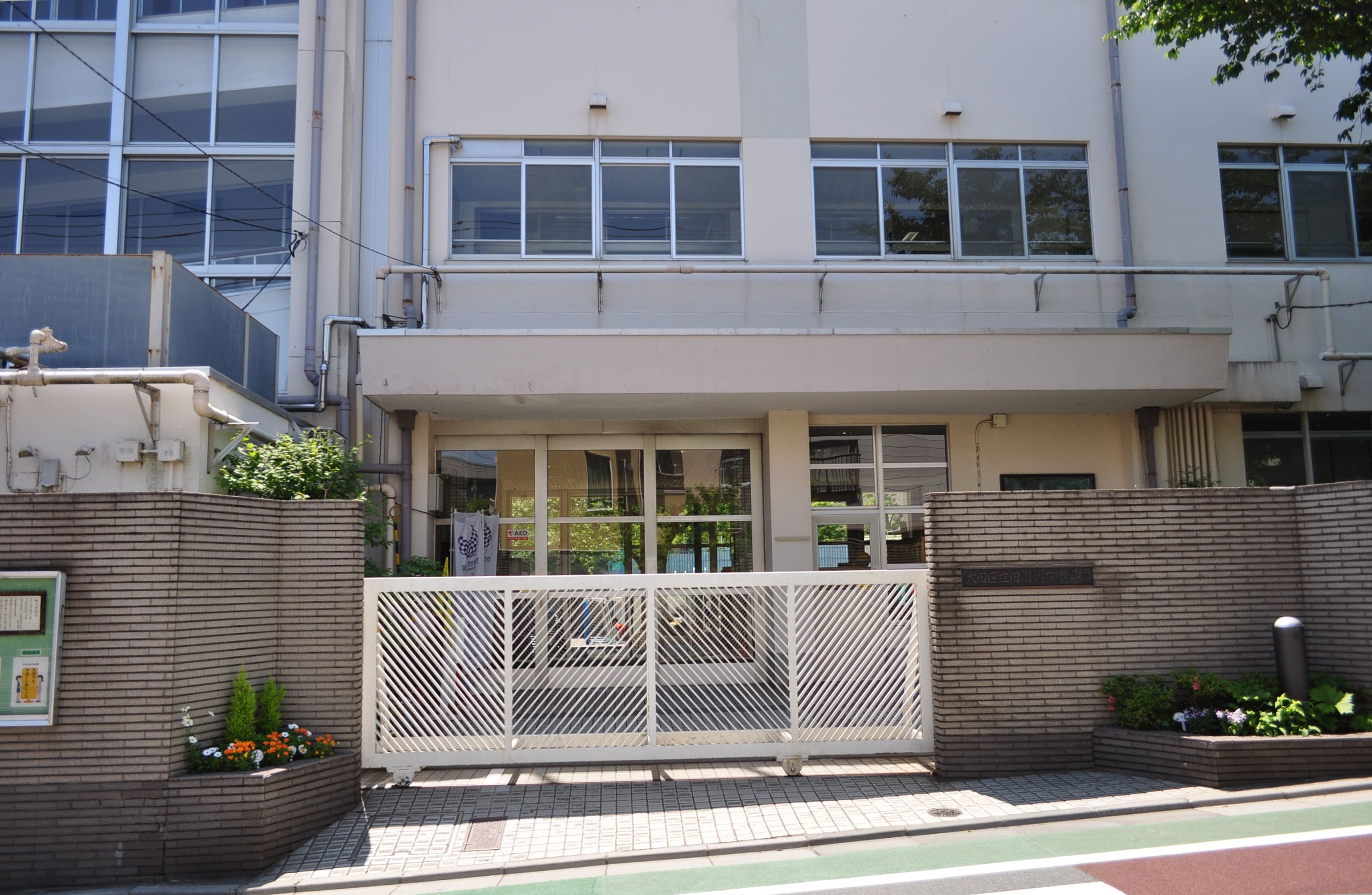
大田区立田園調布小学校（2018年5月5日撮影）

### 田園調布本町
| 丁目         | 番地             | 小学校                   | 中学校               |
| ------------ | ---------------- | ------------------------ | -------------------- |
| 田園調布本町 | 50〜51番         | 大田区立調布大塚小学校   | 大田区立石川台中学校 |
| 田園調布本町 | 52〜53番         | 大田区立調布大塚小学校   | 大田区立東調布中学校 |
| 田園調布本町 | 1〜49番 54〜58番 | 大田区立東調布第一小学校 | 大田区立東調布中学校 |

## 主な著名人

### 現在の住人
- 五木ひろし - 歌手
- 牛尾治朗 - ウシオ電機会長、元経済同友会代表幹事
- 梅沢富美男 - 俳優
- 小林よしのり - 漫画家
- 小山実稚恵 - ピアニスト
- 真田せつこ - 俳優
- 曽野綾子 - 作家、三浦朱門の妻
- 滝久雄 - ぐるなび創業者・会長
- 鳥羽博道 - ドトールコーヒー創業者・会長
- 中井貴一 - 俳優
- 長嶋茂雄 - プロ野球・読売ジャイアンツ終身名誉監督
- 鳩山由紀夫 - 政治家、元内閣総理大臣
- 松浦勝人 - エイベックス・グループ・ホールディングス社長
- 深沢亮子 - ピアニスト

### かつての住人・故人
- 渋沢秀雄 - 実業家・文化人。田園都市株式会社取締役としてこの街を造る。
- 矢野恒太 - 実業家・医師。第一生命保険創業者。旧住居は給田に蒼梧記念館として保存される。
- 石川達三 - 作家
- 石坂浩二 - 俳優
- 石坂洋次郎 - 作家
- 猪熊弦一郎 - 洋画家
- 桶谷繁雄 - 冶金学者、評論家
- 五十嵐喜芳 - テノール歌手
- 下村宏 - 終戦時の国務大臣、情報局総裁。多摩川台公園にレリーフがある。
- 長谷川才次 - ジャーナリスト。時事通信社代表取締役。
- 浜田広介 - 童話作家。
- 高峰三枝子 - 女優
- 一番ヶ瀬康子 - 社会福祉学者、日本女子大学名誉教授。
- 中内㓛 - ダイエー元社長・会長・ファウンダー。事業不振で最晩年に売却、息子潤・正の自宅も近くにあった。
- 暁テル子 - 歌手
- 霧島昇 - 歌手
- 木暮実千代 - 女優
- 日高澄子 - 元タカラジェンヌ、女優
- 有馬稲子 - 元タカラジェンヌ、女優
- 折口雅博 - グッドウィル・グループ元会長、不祥事により売却。
- 佐田啓二 - 俳優
- 岡田眞澄 - 俳優
- 横井英樹 - ホテルニュージャパンを買収した実業家
- はかま満緒 - 放送作家
- 中田康子 - 元タカラジェンヌ、元女優
- 安井昌二 - 俳優
- 小田切みき - 元女優
- 岡鬼太郎 - 劇作家
- 石原慎太郎 - 作家、元東京都知事
- 犬丸一郎 - 元帝国ホテル社長
- 中浜東一郎 - 医師。ジョン万次郎の長男
- 三浦朱門 - 作家、元文化庁長官、日本藝術院院長、作家曽野綾子の夫
- 高橋国光 - レーシングチーム監督、元二輪・四輪レーサー

### 田園調布出身の人物
- 石原真理子 - 元女優
- 蔵原惟二 - 映画監督、プロデューサー
- 蔵原惟繕 - 映画監督
- 河野一英 - 会計士、大東文化大学名誉教授
- 四方晴美 - 元子役、元女優
- 我妻三輪子 - 女優

## その他

### 日本郵便
- 集配担当する郵便局と郵便番号は以下の通りである[51]

| 町丁         | 郵便番号 | 郵便局         |
| ------------ | -------- | -------------- |
| 田園調布     | 145-0071 | 田園調布郵便局 |
| 田園調布本町 | 145-0072 | 田園調布郵便局 |